# ライマン・ギルモア

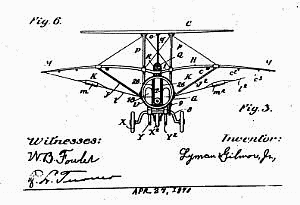
ギルモアが最初に作った小型機の図面

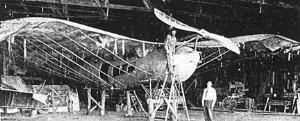
ギルモアが二番目に作った大型機の写真

ライマン・ウィスウェル・ギルモア・ジュニア（Lyman Wiswell Gilmore, Jr. 、1874年6月11日 - 1951年2月18日）はアメリカ合衆国の発明家。航空の先駆者の一人である。彼は、アメリカ合衆国カリフォルニア州グラスヴァレーで、蒸気機関を動力とする飛行機を製作し、1902年5月15日に飛行したと主張（ライト兄弟の初飛行は1903年12月）。重いエンジン、そして動力源として石炭を供給する必要上、飛行は短いものでしかなかったと思われる。彼の主張の潜在的な証拠である機体は、1935年の火事で焼失した。

## 初飛行
ライマンは、蒸気機関を動力とする飛行機を製作し、1902年5月15日にはそれを飛ばしたと主張した。
1898年以降に撮られた写真で、ギルモアの飛行機を写したものは複数あるが、空中にある機体を写したものはない。

## 私生活
彼を記憶する人の中には、以下のような主張をするものもいる。ライマン･ギルモアは奇矯な人物で、髪も髭も切らないことを誓い、そして真夏にもトレンチ・コートを着ていた、と。

## 業績
ライマン･ギルモアはサミュエル・ラングレー、ライト兄弟を初めとする、他の航空パイオニアたちと接触があった。
1902年、ギルモアは蒸気機関に関する二つの特許を取得している。彼は、例えば回転式のスノープラウなど、別の分野でも発明をしている。1907年3月15日、ギルモアは最初の商業的な飛行場であるギルモア飛行場 (Gilmore Airfield) をグラス・ヴァレーで開設した。
格納庫の火事の後、ギルモアは金の採掘を始めたが、カリフォルニア州ネヴァダ・シティで貧困のうちに死んだ。彼の墓は町から半マイル離れたパイン・グローヴ墓地 (Pine Grove Cemetery) にある。